# Tettigoniopsis kurodakensis
Tettigoniopsis kurodakensis är en insektsart som beskrevs av Abe 1988. Tettigoniopsis kurodakensis ingår i släktet Tettigoniopsis och familjen vårtbitare. Inga underarter finns listade i Catalogue of Life.